# Portland Public Service Building

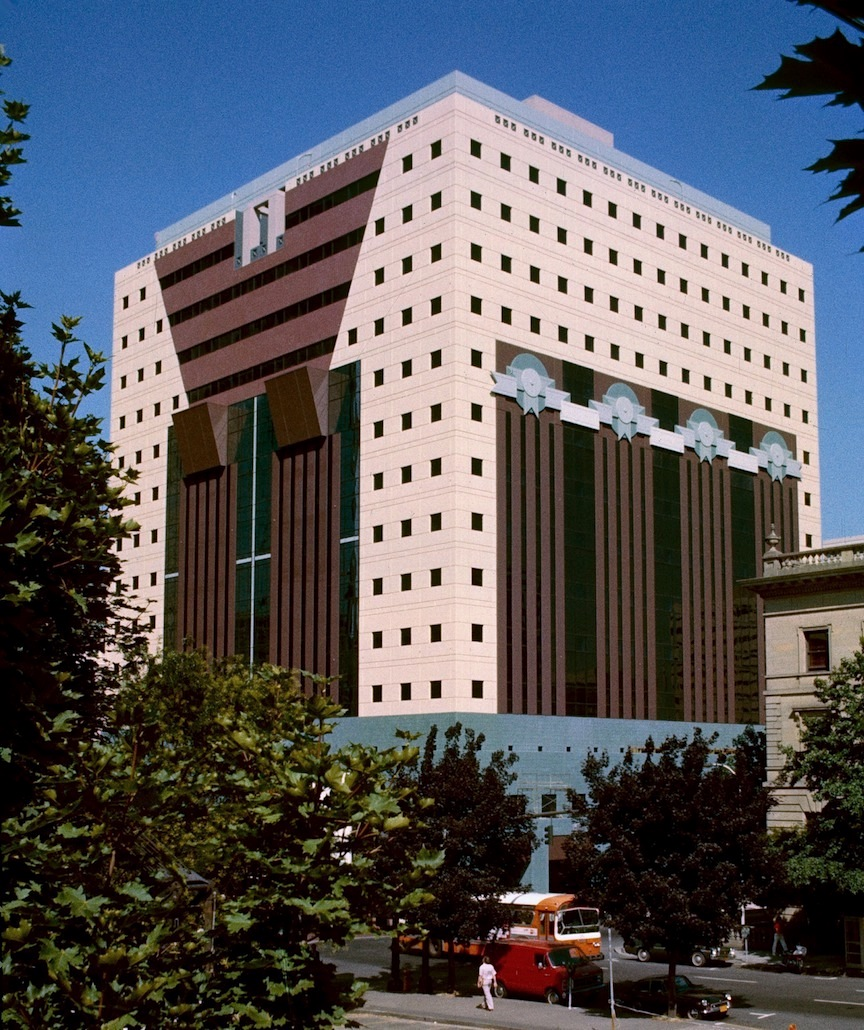
Portland Building. Rechts is een klein stukje van het stadhuis te zien.

Het Portland Public Service Building (of kortweg Portland Building genoemd) werd geopend in 1982 en was destijds een icoon voor de postmoderne architectuur omdat het ontwerp inging tegen alle principes van het nieuwe bouwen. Het gebouw werd ontworpen door Michael Graves en het bureau Emery Roth & Sons.
In 2011 werd het Portland Building opgenomen in het National Register of Historic Places.
Het gebouw dient als kantoorgebouw voor het gemeentebestuur van de Amerikaanse stad Portland.